# Кобзарев, Иван Васильевич
Иван Васильевич Кобзарев (14 мая 1930 года, Центрально-Чернозёмная область — 31 августа 1981 года, Североуральск, Свердловская область) — бригадир проходчиков шахтостроительного управления № 1 треста «Бокситстрой» Министерства строительства предприятий тяжёлой индустрии СССР, Свердловская область. Герой Социалистического Труда (1971).

## Биография
Родился в 1930 году в крестьянской семье в одном из населённых пунктов Центрально-Чернозёмной области. С 1955 года — рабочий на шахте № 14-14 бис треста «Бокситстрой» в Свердловской области. Позднее был назначен бригадиром проходчиков. За выдающиеся трудовые достижения по итогам Семилетки (1959—1965) награждён Орденом Трудового Красного Знамени.
Бригада Ивана Кобзарева неоднократно занимала передовые места в социалистическом соревновании среди шахтёрских бригад треста «Бокситстрой». Трудовой коллектив под руководством Ивана Кобазрева первой в тресте освоила передовой метод проходки подводного бетонирования и цементирования, в результате чего значительно возросла производительность труда. Плановые задания производственные задания Восьмой пятилетки (1966—1970) бригада выполнила досрочно. Указом Президиума Верховного Совета СССР (неопубликованным) от 5 апреля 1971 года «за выдающиеся успехи в выполнении заданий пятилетнего плана по строительству и вводу в действие производственных мощностей, жилых домов и объектов культурно-бытового назначения» удостоен звания Героя Социалистического Труда с вручением ордена Ленина и золотой медали Серп и Молот.
В бригаде Ивана Кобзарева трудился звеньевой Александр Кирикович, который был награждён званием Героя Социалистического Труда в 1966 году.
С 1974 года — председатель комитета профсоюзов шахтостроительного управления № 1 треста «Бокситстрой».
Скоропостижно скончался в Североуральске в августе 1981 года.
Награды
- Герой Социалистического Труда
- Орден Ленина
- Орден Трудового Красного Знамени (11.08.1966)